# Klipspringer
De klipspringer (Oreotragus oreotragus) is een kleine Afrikaanse antilope uit de geslachtengroep Oreotragini. Deze antilope leeft voornamelijk in rotsachtige streken. Het zijn uitstekende klimmers en springers, die zich lenig en snel over slecht begaanbaar rotsachtig terrein kunnen bewegen.

## Beschrijving
De klipspringer is een kleine, gedrongen antilope met een kort staartje. Als enige antilope loopt hij op de toppen van zijn kleine zwarte hoefjes, een aanpassing aan het leven in meer steile rotsgebieden. De korte, stevige poten staan meestal dicht bij elkaar. Boven de hoeven loopt een zwarte streep. De ogen zijn groot en staan ver uit elkaar en de snuit is kort en vrij smal, waardoor het dier een wigvormig gezicht heeft. Onder de ogen heeft de klipspringer duidelijk zichtbare klieren. De oren zijn groot en rond met een zwarte rand en een opvallende zwart-witte tekening.
Hij heeft een dichte, broze en ruwe vacht, die een ritselend geluid maakt als deze wordt geschud. De vachtkleur verschilt per regio en per individu, maar is meestal zandkleurig tot olijfgeel en grijs gespikkeld, en een witte onderzijde. In dieren uit drogere streken is er een geleidelijke overgang in de vacht op de rugzijde en die op de buikzijde, in dieren uit meer vochtige streken is er een sterker contrast tussen beide zijden.
Het mannetje heeft korte, rechtopstaande, spitse hoorns, die aan de basis geringd zijn. De hoorns hebben meestal een lengte zes tot negen centimeter, hoewel hoorns met een lengte van zestien centimeter gevonden zijn. In sommige populaties leven ook veel gehoornde vrouwtjes (voornamelijk in Oost-Afrika), maar meestal zijn vrouwtjes hoornloos.
De klipspringer wordt 75 tot 115 centimeter lang en 8 tot 18 kilogram zwaar. De schofthoogte is 43 tot 60 centimeter. De staart wordt 5 tot 13 centimeter lang.

## Gedrag
De klipspringer leeft voornamelijk van kruiden en de bladeren en scheuten van laaggroeiende vegetatie, als struiken, succulenten en kruipplanten, aangevuld met knoppen, twijgen, bessen, vruchten en schors. In het natte seizoen eet hij voornamelijk groene grassen. Vocht nemen ze op uit dauw.
De klipspringer is voornamelijk in de ochtend en de avond actief. Ze rusten ’s nachts en op het heetst van de dag, maar in heldere nachten zijn ze ook ’s nachts actief. Hoog in de bergen houden de dieren ’s ochtends meestal een zonnebad.
Klipspringers leven over het algemeen in paartjes of kleine familiegroepjes. Het vrouwtje wordt meestal vergezeld door een mannetje en/of een jong, meestal is ook een of meerdere volgroeide nakomelingen in de buurt. Ze leven in een territorium van 7,5 tot 49 hectare, die beide dieren individueel verdedigen. Ze bakenen het territorium af met ontlasting, takken en andere uitstekende punten worden met de oogklier gemarkeerd. Het zijn meestal de vrouwtjes die bepalen welk punt moet worden gemarkeerd.
Mannetjes zijn meestal meer waakzaam dan vrouwtjes, waarbij ze opletten of er geen rivalen of roofdieren in de buurt zijn. Ze staan vaak op een hoog uitkijkpunt, waarbij ze de omgeving in de gaten houden. Mannetjes en vrouwtjes houden contact met elkaar door regelmatig naar elkaar te fluiten. Als de dieren weer bij elkaar zijn, wrijven ze met hun gezichten langs elkaar. Bij gevaar flikkert de klipspringer met de grote oren, waarbij de dunne baan witte haren opvallend zijn en andere klipspringers waarschuwen. Ook waarschuwen ze elkaar met een fluitend geluid. De belangrijkste vijand zijn arenden.

## Voortplanting
Een enkel jong wordt geboren na een draagtijd van enkele maanden. Tweelingen zijn zeldzaam. Het jong komt volledig ontwikkeld ter wereld. Het verstopt zich gelijk na de geboorte, waarna het vrouwtje het jong alleen laat. Drie of vier keer per dag zoekt het vrouwtje het jong op om het te laten zogen. Het jong verstopt zich de eerste drie maanden, maar geleidelijk, vanaf de tweede maand, gaat het jong meer en meer met de moeder optrekken en vergezeld het zijn moeder bij het foerageren. Vrouwtjes zijn na een jaar geslachtsrijp, mannetjes wat later. De klipspringer wordt maximaal vijftien jaar oud.

## Verspreiding en leefgebied
Klipspringers komen voor in zuidelijk en oostelijk Afrika, van Zuid-Afrika, Namibië en Angola tot het Ethiopisch Hoogland en Noord-Somalië, met geïsoleerde populaties in de massieven van de Centraal-Afrikaanse Republiek en Nigeria. Ze leven in rotsachtige streken met veel korte vegetatie, voornamelijk in gebieden met steile heuvels als puinhellingen, glooiingen, kopjes, ravijnen en in valleien, in bergen tot boven de sneeuwgrens, een hoogte van 4000 meter op de Kilimanjaro en 4500 meter op Mount Meru. Klipspringers kunnen grote temperatuurverschillen doorstaan. Bij voedselgebrek (bijvoorbeeld door droogte) wagen ze zich ook lager, tot op de bodem van een vallei. Ze delen hun leefgebied meestal met klipdassen.